# Mornarička zvjezdarnica u Puli
44°51′56″N 13°50′46.5″E / 44.86556°N 13.846250°E
| Popis asteroida koje je Johann Palisa otkrio iz Mornaričke zvjezdarnice u Puli |                     |
|                                                                                |                     |
| Broj i ime                                                                     | Datum otkrića       |
| 136 Austria                                                                    | 18. ožujka 1874.    |
| 137 Meliboea                                                                   | 21. travnja 1874.   |
| 140 Siwa                                                                       | 13. listopada 1874. |
| 142 Polana                                                                     | 28. siječnja 1875.  |
| 143 Adria                                                                      | 23. veljače 1875.   |
| 151 Abundantia                                                                 | 1. studenog 1875.   |
| 153 Hilda                                                                      | 2. studenog 1875.   |
| 155 Scylla                                                                     | 8. studenog 1875.   |
| 156 Xanthippe                                                                  | 22. studenog 1875.  |
| 178 Belisana                                                                   | 6. studenog 1877.   |
| 182 Elsa                                                                       | 7. veljače 1878.    |
| 183 Istria                                                                     | 8. veljače 1878.    |
| 184 Dejopeja                                                                   | 28. veljače 1878.   |
| 192 Nausikaa                                                                   | 17. veljače 1879.   |
| 195 Eurykleia                                                                  | 19. travnja 1879.   |
| 197 Arete                                                                      | 21. svibnja 1879.   |
| 201 Penelope                                                                   | 7. kolovoza 1879.   |
| 204 Kallisto                                                                   | 8. listopada 1879.  |
| 205 Martha                                                                     | 13. listopada 1879. |
| 207 Hedda                                                                      | 17. listopada 1879. |
| 208 Lacrimosa                                                                  | 21. listopada 1879. |
| 210 Isabella                                                                   | 12. studenog 1879.  |
| 211 Isolda                                                                     | 10. prosinca 1879.  |
| 212 Medea                                                                      | 6. veljače 1880.    |
| 214 Aschera                                                                    | 29. veljače 1880.   |
| 216 Kleopatra                                                                  | 10. travnja 1880.   |
| 218 Bianca                                                                     | 4. rujna 1880.      |
| 219 Thusnelda                                                                  | 30. rujna 1880.     |

Mornarička zvjezdarnica u Puli (njem. K. und K. Marinesternwarte Pola), najstarija je zvjezdarnica na tlu Hrvatske. Strateškom odlukom proširenja sfere interesa Austro–Ugarske monarhije na Jadransko more te traganjem za lokacijom na kojoj se mogu izbjeći budući problemi s lokacijom na nesigurnom teritoriju, 1853. godine Pula postaje glavna vojna luka monarhije. Rastom flote rastu i potrebe za podešavanjem kronometara brodova, te je tako 1871. godine sagrađen Hidrografski zavod Austro-Ugarske monarhije na brdu Monte Zaro (K. und K. Marinesternwarte Pola). Na početku njena rada instrumenti, oprema i literatura sele se u Pulu iz Trsta. Posao izgradnje i astronomska opažanja u tom periodu vrši prvi voditelj Franz Paugger. Velik rast obima i snage flote prate rast grada ali i zvjezdarnice.

## Rad Johanna Palise
Pod ravnanjem Johanna Palise (1872. – 1880.), zvjezdarnica postaje svjetski poznata po otkrićima. S njenih se teleskopa otkriva 28 malih planeta (asteroida) od kojih prvi dobiva naziv "Austria" a slijede između ostalih i "Polana", "Adria" i "Istria". 
Pod ravnanjem baruna Ive Benka barun od Bojnika (1884. – 1885., 1894. – 1901.) raste kvaliteta i obim geofizičkih mjerenja. Kako je prvenstvena namjena zvjezdarnice bio tehnička podrška floti, instrumentarij je u pogledu astronomskog određivanja vremena bio prvoklasan, a neki su od tih instrumenata do nedavno korišteni pri zvjezdarnici u Trstu. Kako bi se kugla za signalizaciju podneva bolje vidjela, prebačena je na kaštel, a između nje i sobe s kronometrima na Monte Zaru provučena je električna linija. Što se ticalo klasičnih teleskopa za sve namjene s maksimalnim promjerom refraktora od 170 mm i reflektora od 300 mm, bez obzira na vrhunsku kakvoću i značajna otkrića to nisu bili impozantni teleskopi. Taj nerazmjer instrumentarija i postignuća pokazuje koliko je tadašnja Pula bilo povoljno mjesto za podizanje zvjezdarnice. 

## Zvjezdarnica u periodu 1918. do danas
Raspadom Austro-Ugarske monarhije, tijekom bezvlašća, kompletan zavod i zvjezdarnica su izloženi pljački, uništava se biblioteka i dio instrumentarija. Grad Pulu zauzima talijanska vojska. U Kraljevini Italiji Pula prestaje biti istaknuta luka te dolazi do stagnacije grada i zvjezdarnice u njemu. Instrumentarij i biblioteka se dobrim dijelom seli u Trst, Udine i drugdje po talijanskim zvjezdarnicama, a u Puli se ukida zvjezdarnica. Dalje u zgradi Hidrografskog instituta ostaje raditi meteorološka i magnetska stanica, sve do njegova razaranja pod savezničkim bombama 1944. godine. Bombardiranje je preživio samo manji dio lijevog krila zgrade. U blokadi grada nakon završetka drugog svjetskog rata i britanske okupacije definitivno biva uništen ili u Trst prebačen sav preostali instrumentarij i biblioteka. Razrješenjem Pulske krize i dolaskom Jugoslavije postoje preči problemi od obnove srušene zgrade Hidrografskog zavoda, porušen i oštećen dio se uklanja, a preostali dio lijevog krila se sanira i služi od 1947. godine kao vojna meteorološka stanica. Ostatak poravnanog terena na kojem su ostajali temelji zgrade i stupova instrumenata čine čistinu na vrhu brda koja postaje neslužbeno dječje igralište. Na euforiji izazvanoj epohalnim postignućima astronautike i nekolicini amaterski sagrađenih teleskopa, 1973. godine osniva se u Puli Amatersko astronomsko društvo "Istra", kojemu je jedan od ciljeva bila i valorizacija, obnova, te privođenje svrsi preostalog dijela zvjezdarnice. Nižu se rezultati na amaterskom i edukacijskom radu i devet godina kasnije, astronomsko društvo dobiva na upravljanje taj prostor. Grad Pula više u astronomskom smislu nije onaj grad u kojem je zvjezdarnica nastala, jer je svjetlosno onečišćenje takvog intenziteta da se samo manji dio astronomskih opažanja može vršiti sa zvjezdarnice. Planira se nov ustroj u pravcu edukacije mladeži, djelomična dogradnja i smještaj planetarija u taj prostor. Nade da će se zgrada zvjezdarnice i Hidrografskog instituta moći obnoviti u cijelom ili dijelu bivšeg volumenu prestaju podizanjem zgrada dječjeg vrtića na vrh brda Monte Zaro. Takvom odlukom grada u kojem se pokazuje neosjetljivost na tradicijske vrijednosti, edukacijske i promidžbene aktivnosti astronomskog društva dovode se u pitanje. Sjećanje na tu zvjezdarnicu seli se u povijest astronomije, gdje je Pola Observatory, kodnog broja MPC – 538, pojam po vizualnom otkrivanju asteroida, a njene ruševine su mjesto na koje hodočaste astronomi. Osim asteroida "Polana" koji kružeći oko Sunca podsjeća na slavu te zvjezdarnice, od 1997. godine velik je dio asteroida 243 Ida nazvan Pola regio, pulskoj zvjezdarnici u čast.

## Predstojnici
1. Franz Paugger (1871.)
2. Johann Palisa (1872. – 1880.)
3. Ivo Benko Bojnički (1884. – 1885.)
4. Franz Laschober
5. Ivo Benko Bojnički (1893. – 1901.)
6. Cäsar Arbesser von Rastburg

## Više informacija
- Hidrografski zavod u Puli

## Vanjske poveznice
- Mornarička zvjezdarnica u Puli Hrvatska tehnička enciklopedija, portal hrvatske tehničke baštine. LZMK